# Roasio
Roasio is een gemeente in de Italiaanse provincie Vercelli (regio Piëmont) en telt 2517 inwoners (31-12-2004). De oppervlakte bedraagt 28,1 km², de bevolkingsdichtheid is 90 inwoners per km².

## Demografie
Roasio telt ongeveer 1083 huishoudens. Het aantal inwoners daalde in de periode 1991-2001 met 1,3% volgens cijfers uit de tienjaarlijkse volkstellingen van ISTAT.
| Jaar | Inwoneraantal |
| ---- | ------------- |
| 1991 | 2495          |
| 2001 | 2462          |

## Geografie
Roasio grenst aan de volgende gemeenten: Brusnengo (BI), Curino (BI), Gattinara, Lozzolo, Rovasenda, Sostegno (BI), Villa del Bosco (BI).